# نو (حرف)
نو (بزرگ: Ν، کوچک: ν؛ ‎/ˈnjuː/‎ یونانی: νι ni [ni] [ni:] Ni)، سیزدهمین حرف الفبای یونانی است. در دستگاه اعداد یونانی مقدار ۵۰ را دارد. همردیف آن در زبان لاتین حرف N است.
حروفی که از nu به وجود آمده‌اند شامل N لاتین و Н سیریلیک هستند.

## نمادشناسی
مانند مو، حروف بزرگ نو معمولاً با N لاتین یکسان است و بنابراین در سطح بین‌المللی در زمینه‌های علمی یا ریاضی استفاده نمی‌شود. از حرف کوچک ν به عنوان نماد برای موارد زیر استفاده می‌شود:
- درجه آزادی در آمار
- گرانروی جنبشی در مکانیک سیالات
- حجم ویژه، در ترمودینامیک.
- تعداد نوترون‌های انتشار یافته از هر اتم در شکافت هسته‌ای.
- نسبت پواسون، نسبت سویه‌های عمود بر و موازی با یک نیروی اعمالی.
- هر یک از سه نوع نوترینو در فیزیک ذرات.
- بسامد از یک موج در فیزیک و سایر زمینه‌ها. گاهی اوقات نیز بسامد فضایی؛ عدد موج
- استوکیومتری

| الفبای یونانی | الفبای یونانی | الفبای یونانی | الفبای یونانی | الفبای یونانی | الفبای یونانی | الفبای یونانی | الفبای یونانی | الفبای یونانی | الفبای یونانی | الفبای یونانی | الفبای یونانی | الفبای یونانی | الفبای یونانی | الفبای یونانی | الفبای یونانی | الفبای یونانی | الفبای یونانی | الفبای یونانی | الفبای یونانی | الفبای یونانی | الفبای یونانی | الفبای یونانی | الفبای یونانی |
| ------------- | ------------- | ------------- | ------------- | ------------- | ------------- | ------------- | ------------- | ------------- | ------------- | ------------- | ------------- | ------------- | ------------- | ------------- | ------------- | ------------- | ------------- | ------------- | ------------- | ------------- | ------------- | ------------- | ------------- |
| Αα            | Ββ            | Γγ            | Δδ            | Εε            | Ζζ            | Ηη            | Θθ            | Ιι            | Κκ            | Λλ            | Μμ            | Νν            | Ξξ            | Οο            | Ππ            | Ρρ            | Σσς           | Ττ            | Υυ            | Φφ            | Χχ            | Ψψ            | Ωω            |
|               |               |               |               |               |               |               | Ϝϝ*           | Ϛϛ*           | Ͱͱ*           | Ϻϻ*           | Ϙϙ*           | Ϟϟ*           | Ͳͳ*           | Ϡϡ*           | Ϸϸ*           |               |               |               |               |               |               |               |               |